# Mycoacia nothofagi
Mycoacia nothofagi är en svampart. Mycoacia nothofagi ingår i släktet Mycoacia och familjen Meruliaceae.

## Underarter
Arten delas in i följande underarter:
- australiensis
- nothofagi